# Ніколаєвський сільський округ (Осакаровський район)
Нікола́євський сільський округ (каз. Николаев ауылдық округі, рос. Николаевский сельский округ) — адміністративна одиниця у складі Осакаровського району Карагандинської області Казахстану. Адміністративний центр — село Ніколаєвка.
Населення — 544 особи (2021; 810 у 2009, 1248 у 1999, 1691 у 1989).
Станом на 1989 рік існувала Ніколаєвська сільська рада (села Комсомольськ, Ніколаєвка, Роднички, Топан).

## Склад
До складу округу входять такі населені пункти:
| Населений пункт  | Населення, осіб (1989) | Населення, осіб (1999) | Населення, осіб (2009) | Населення, осіб (2021) |
| ---------------- | ---------------------- | ---------------------- | ---------------------- | ---------------------- |
| Кайинди, село    | 301                    | 227                    | 177                    | 93                     |
| Ніколаєвка, село | 1034                   | 679                    | 584                    | 424                    |
| Роднички, село   | 177                    | 225                    | -                      | -                      |
| Топан, село      | 179                    | 117                    | 49                     | 27                     |